# Stephen Perkins

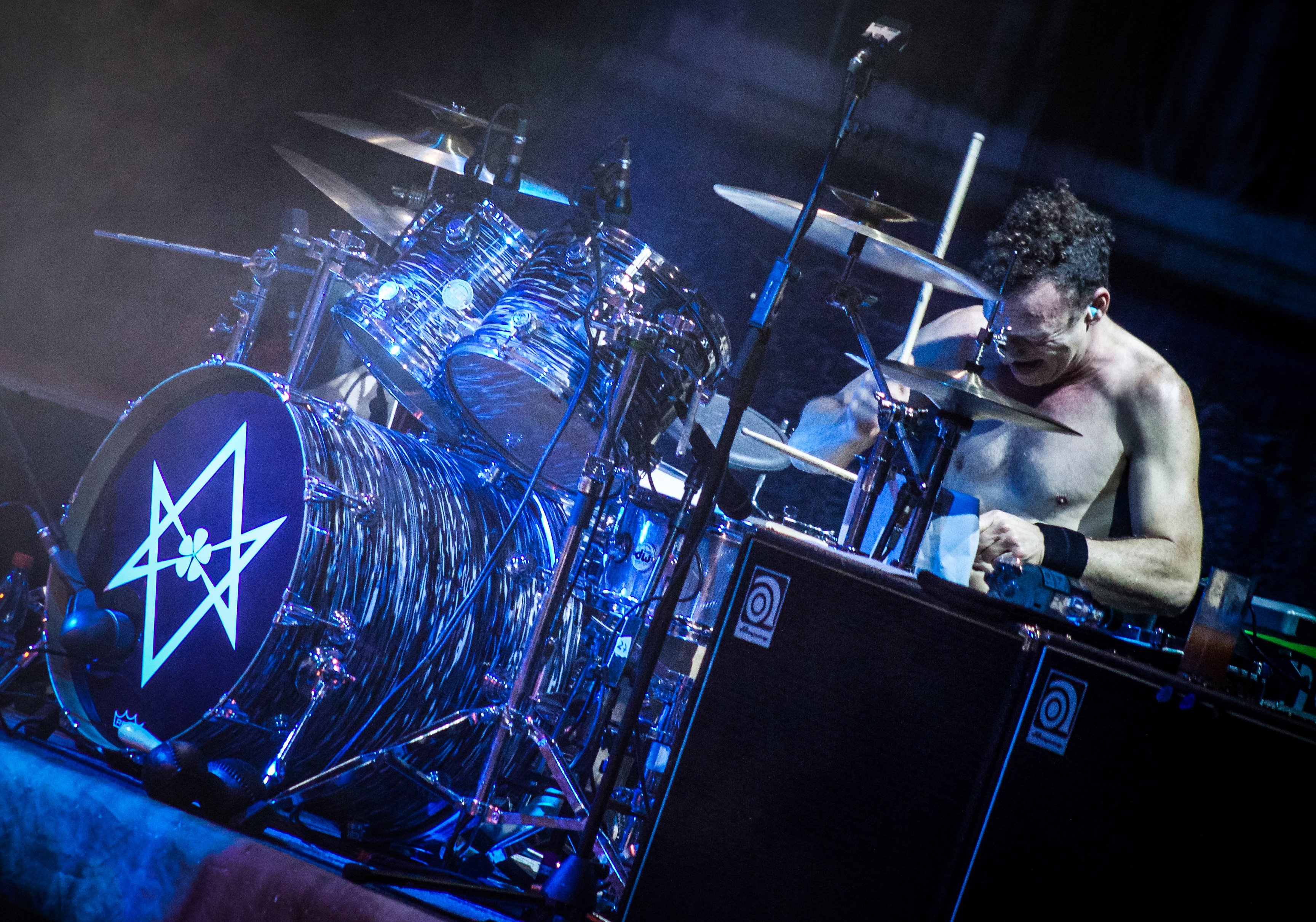
Stephen Perkins 2013

Stephen Perkins (* 13. September 1967 in Los Angeles, Kalifornien) ist ein US-amerikanischer Schlagzeuger, Perkussionist und Songwriter.

## Leben
Er ist Gründungsmitglied der Rockbands Jane’s Addiction und Porno for Pyros. Neben seiner Tätigkeit bei diesen Bands widmete er sich auch anderen Projekten. So spielte er Anfang der 1990er Jahre mit Mitgliedern der Suicidal Tendencies bei Infectious Grooves, als Tour-Schlagzeuger bei Tommy Lees Band Methods of Mayhem, auf dem Debütalbum von Rage Against the Machine, auf One Hot Minute von den Red Hot Chili Peppers und bei The Downward Spiral von Nine Inch Nails. Ab 1997 arbeitete er u. a. mit dem ehemaligen Minutemen-Bassisten Mike Watt in dem experimentellen All-Star Projekt Banyan zusammen. Im gleichen Jahr gab es die erste von mehreren Wiedervereinigungen von Jane’s Addiction, bei denen er stets mitwirkte. Nachdem sich die Band 2004 aufgelöst hatte, gründete er mit Sänger Steve Isaacs und den Ex-Kollegen von Jane’s Addiction ohne deren Sänger Perry Farrell die Rockband The Panic Channel. Im Jahr 2010 beteiligte er sich als Schlagzeuger an der Super-Group Hellflower, die aus Mitgliedern von Orgy und (hed) p. e. besteht.
Sein Stil zeichnet sich durch folkloristische – vor allem afrikanische – Elemente aus.

## Diskografie
Jane’s Addiction
- 1987: Jane’s Addiction
- 1988: Nothing’s Shocking
- 1990: Ritual de lo Habitual
- 1991: Live and Rare (Kompilation von B-Seiten und Raritäten)
- 1997: Kettle Whistle (Kompilation Live-Aufnahmen, B-Seiten und unveröffentlichtem Material)
- 2003: Strays
- 2006: Up from the Catacombs – The Best of Jane’s Addiction (Kompilation)
- 2009: A Cabinet of Curiosities (Boxset)

Infectious Grooves
- 1991: The Plague That Makes Your Booty Move…It’s the Infectious Grooves

Porno for Pyros
- 1993: Porno for Pyros
- 1996: Good God’s Urge

Banyan
- 1997: Banyan
- 1999: Anytime At All
- 2004: Live At Perkins’ Palace

The Panic Channel
- 2006: (ONe)

### Als Gastmusiker
- 1991: Rage Against the Machine – Rage Against The Machine: Perkussion auf "Know Your Enemy"
- 1994: Nine Inch Nails – The Downward Spiral: Schlagzeug auf "I Do Not Want This"
- 1995: Red Hot Chili Peppers – One Hot Minute: Perkussion auf "One Big Mob"
- 1998: Auf dem Soundtrack von The Faculty mit der Super-Group Class Of ’99: Another Brick in the Wall (Part 1 & 2)